# Daykundi (tỉnh)
Day Kundi (tiếng Ba Tư: دایکندی) cũng viết Daikondi, Dāykondī hay Daikundi hay "Daykundi,  là một trong 34 tỉnh của Afghanistan. Tỉnh lỵ là huyện Nili. Tỉnh có cự ly 310 km so với Kabul. Tỉnh có dân số gần người, diện tích km².
Tỉnh được lập ngày 28 tháng 3 năm 2004 khi nó được lập từ các huyện chủ yếu là  người Hazara ở tỉnh Orugan. Tỉnh có dân số gần người, diện tích km².